# Accident aérien de Chikangawa
L’accident aérien de Chikangawa survient le 10 juin 2024 lorsqu'un Dornier 228 des forces de défense du Malawi transportant le vice-président du Malawi (en) Saulos Chilima et neuf autres personnes s'écrase dans la réserve forestière de Chikangawa (en) dans le district de Mzimba, au Malawi. L'accident ne laisse aucun survivant.

## Contexte
L'avion Dornier 228, qui appartient à l'escadre aérienne des forces de défense du Malawi depuis le 3 juin 1988[réf. non conforme], a déjà été utilisé à plusieurs reprises pour transporter le président Lazarus Chakwera et effectue son avant-dernier vol quelques heures avant l'accident.
Le 10 juin 2024, l'avion quitte l'aéroport international Kamuzu de la capitale Lilongwe à 9 h 17 CAT. Il est prévu qu'il arrive à l'aéroport de Mzuzu dans la région Nord, à environ 370 kilomètres, à 10 h 2.
Il transporte le vice-président Saulos Chilima, l'ancienne Première dame Patricia Shanil Muluzi (en) et huit autres personnes, dont des membres du personnel et des services de sécurité de Chilima et trois militaires formant l'équipage.  Les passagers sont en route pour assister aux funérailles de l'ancien ministre Ralph Kasambara (en).  L'avion doit ensuite les ramener à Lilongwe,.

## Disparition de l'avion et recherches
Selon un communiqué du Bureau du président, l'avion disparaît des radars peu après son décollage de Lilongwe. L'avion aurait rebroussé chemin en raison de la mauvaise visibilité et le téléphone de Chilima aurait été détecté pour la dernière fois vers 10 h 30. Le chef des forces de défense du Malawi, le général Paul Valentino Phiri (en), ordonne alors une opération de recherche et de sauvetage tandis que le président Lazarus Chakwera annule sa visite aux Bahamas après avoir appris la disparition,. Le président appelle également à des prières pour les disparus et leurs familles. 
Les États-Unis, le Royaume-Uni, la Norvège et Israël offrent leur aide et fournissent des « technologies spécialisées », l'ambassade américaine proposant l'utilisation d'un avion C-12 du département de la Défense. Le gouvernement du Malawi demande également l'aide de la Zambie et de la Tanzanie voisines.

## Annonce d'un accident et découverte de l'épave
Le mauvais temps sévit le long de la trajectoire de vol prévue. Des témoins oculaires signalent un accident d'avion dans la région de la forêt de Chikangawa.
Le 11 juin, l'épave de l'avion est retrouvée par des soldats des forces de défense du Malawi dans la forêt de Chikangawa. Les autorités décrivent l'avion comme « complètement détruit », et ses occupants auraient été tués lors de l'impact. Il n'y a aucun survivant.
À la suite de la confirmation de la catastrophe, le président Chakwera se dit « profondément attristé et désolé » et rend hommage à Chilima, qu'il décrit comme un « formidable vice-président ». Il ajoute que les corps des victimes sont en cours de transport à Lilongwe.
Le parti politique de Chilima, le Mouvement uni de la transformation, accuse les autorités d'avoir réagi lentement à la catastrophe et déclare que l'avion n'avait pas de transpondeur.